# ألان ديكسون
ألان ديكسون (27 نوفمبر 1933 في المملكة المتحدة - ) (بالإنجليزية: Alan Dixon)‏ هو لاعب كريكت بريطاني. لعب مع Kent County Cricket Club ‏.

## وصلات خارجية
- ألان ديكسون على موقع إي آس بي آن كريك إنفو (الإنجليزية)